# Candriam
Candriam est une société de gestion d’actifs paneuropéenne créée en 1996 dont le siège social se situe à Luxembourg. À fin décembre 2022, leurs encours s’élevaient à approximativement 139 milliards d’euros,,,. Candriam a nommé Vincent Hamelink en tant que nouveau Président Directeur Général, succédant à Naïm Abou-Jaoudé, à compter du 1er mai 2023.
Le Groupe dispose de centres de gestion à Luxembourg, Bruxelles, Paris et Londres et ses activités commerciales couvrent l’Europe, les États-Unis, le Moyen-Orient et, par le biais de sociétés de distribution affiliées, la région Asie-Pacifique.
Ils proposent des solutions d’investissement dans cinq classes d’actifs : obligations, actions, stratégies à rendement absolu, investissements durables et allocation d’actifs.

## Histoire
Dexia Asset Management, filiale de Dexia S.A., a été créée en 1996 et a été acquise en février 2014 par New York Life Investments ; à ce moment-là, la société s’est dotée d’une nouvelle appellation : « Candriam », acronyme de « Conviction and Responsibility in Asset Management », les deux valeurs-clés du Groupe,.
Ils ont reçu le titre de « European Asset Manager of the Year » durant deux années consécutives en 2015 et 2016 et figurent dans le classement 2016 des sociétés de gestion d’actifs les plus importantes pour le futur, classement établi par MacKay Williams,.
En février 2018, Candriam annonce avoir pris une participation de 40% dans la société britannique Tristan Capital Partners spécialisée dans l’immobilier.
En avril 2018, ABN Amro cède sa gestion directe à Candriam, soit 8 milliards d’actifs.

## Implantations
Candriam compte des centres de gestion à Luxembourg, Bruxelles, Paris et Londres et dispose de bureaux de distribution à Dubaï, en Allemagne, en Italie, aux Pays-Bas, en Espagne, en Suisse et aux États-Unis. Ils couvrent les marchés de la région Asie-Pacifique (Australie, Japon et Corée du Sud) par le biais de sociétés de distribution affiliées, appartenant au groupe New York Life Investments.

## Investissement socialement responsable
Candriam est un pionnier dans l’Investissement Socialement Responsable (ISR) et ce, depuis sa création en 1996. La société estime que l’analyse des occasions d’investissement et des risques y afférents ne peut pas se baser sur les seuls indicateurs financiers traditionnels, mais doit tenir compte des critères environnementaux, sociaux et de gouvernance (ESG). L’équipe de gestion ISR de Candriam est l’une des plus importantes d’Europe. Candriam gère 26 % de ses actifs selon des critères ISR (données à fin juin 2017).
Déjà en 2006, Candriam comptait parmi les signataires-fondateurs des principes des Nations Unies pour l’investissement responsable (UNPRI) et obtenait la meilleure note (A+) pour sa méthode globale d’investissement responsable. Candriam est signataire du Code de Déontologie Britannique (« UK Stewardship Code ») et du Protocole de Montréal sur les émissions de CO2. Depuis 2005, la société publie annuellement les empreintes carbone de tous ses fonds d’investissement durable.
| Initiatives                                                      | Année de signature | Sujets abordés                     |
| ---------------------------------------------------------------- | ------------------ | ---------------------------------- |
| Principles for Responsible Investment                            | 2006               | Environnement, Social, Gouvernance |
| CCCC The Copenhagen Communique on Climate Change                 | 2009               | Environnement                      |
| ISCC Investors Statement on a Global Agreement on Climate Change | 2009               | Environnement                      |
| ISCC Investors Statement on Climate Change - COP 16 Cancun       | 2010               | Environnement                      |
| 2011 Global Investors Statement on Climate Change                | 2011               | Environnement                      |
| 2014 Global Investors Statement on Climate Change                | 2014               | Environnement                      |
| UNGC Call to Action on anti-corruption                           | 2014               | Gouvernance                        |
| Montreal Carbon Pledge                                           | 2015               | Environnement                      |
| G20 Energy Efficiency Investor Statement                         | 2015               | Environnement                      |
| Paris Pledge for Action                                          | 2015               | Environnement                      |
| UK Stewardship Code                                              | 2016               | Environnement, Social, Gouvernance |
| Investor Statement on ESG ratings                                | 2017               | Environnement, Social, Gouvernance |